# Der Ackermann aus Böhmen
Der Ackermann aus Böhmen (in italiano L'aratore di Boemia) è un'opera di Johannes von Tepl, composta verso la fine del XIV secolo.
L'opera, di elevato livello linguistico, è di grande rilevanza nell'ambito della letteratura tedesca del tempo: per la prima volta, infatti, l'uomo si ribella contro la morte e contesta l'onnipotenza di Dio, a cui nei secoli precedenti invece ci si sottometteva. Ciò la rende testimone in Germania di una fase di passaggio, se non vero e proprio punto d'avvio, dalla mentalità medievale verso l'umanesimo.

## Contenuto

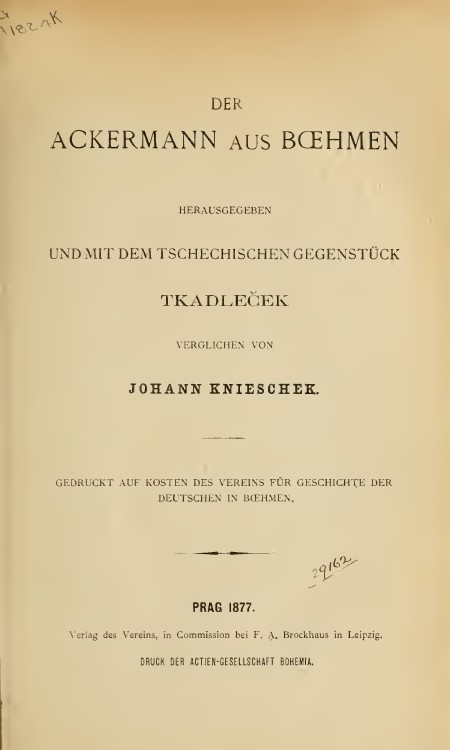
Der Ackermann aus Boehmen, edizione tedesca del 1877

L'opera si compone di 34 capitoli ed ha come oggetto il battibecco tra un contadino e la Morte, che egli deplora per la perdita di sua moglie.
Al capitolo 33 interviene Dio il quale, pur riconoscendo le ragioni del contadino, non può fare a meno di concedere la vittoria alla Morte.
Il dialogo si conclude con una preghiera del contadino.